# Алёхин, Дмитрий Борисович
Дмитрий Борисович Алёхин (род. 27 августа 1970, Ленинград) — советский и российский хоккеист, защитник. Тренер
Начинал играть за «Звезду» Ленинград во второй лиге в сезоне 1987/88. В следующем сезоне провёл один матч за СКА. Выступал в первой лиге за «Ижорец». С сезона 1990/91 играл в чемпионате страны за свердловский «Автомобилист», в сезоне 1991/92 вернулся в СКА. В сезоне 1994/95 выступал за клуб ECHL «Нэшвилл Найтс», следующий сезон провёл в клубе Colonial Hockey League «Мадисон Монстерс». Вернувшись в Россию, играл за клубы «Нефтехимик» (1996/97), «Авангард» (1996/97), «Химик» Воскресенск (1997/98), «Рубин» Тюмень (1998/99), «Северсталь» (1998/99). Выступал за немецкий «Вайсвассер» (1999/2000), австрийские «Фельдкирх» (1999/2000), «Блэк Уингз Линц» (1999/2000 — 2001/02), российские ХК «Липецк» (2002/03), «Энергия» Кемерово (2002/03), «Металлург» Серов (2003/04), «Компрессор» СПб (2003/04), белорусские «Химволокно» Могилёв (2003/04), «Химик-СКА» Новополоцк (2006/07), эстонский «Старс» Таллин (2005/06, 2007/08).
Серебряный и бронзовый призёр Австрийской элитной лиги.
Выпускник университета имени Лесгафта (2004).
Тренер команд «СКА-Варяги» (2015/16), «Серебряные Львы» (2017/18), главный тренер юношеской команды «Форвард» СПб (2018/19 — 2019/20), тренер «Динамо-Юниор» (2020/21), МХК «Динамо» (с 2021/22). С 5 сентября 2022 года по 27 января 2023 года — главный тренер МХК «Динамо».